# Jesse Lawson

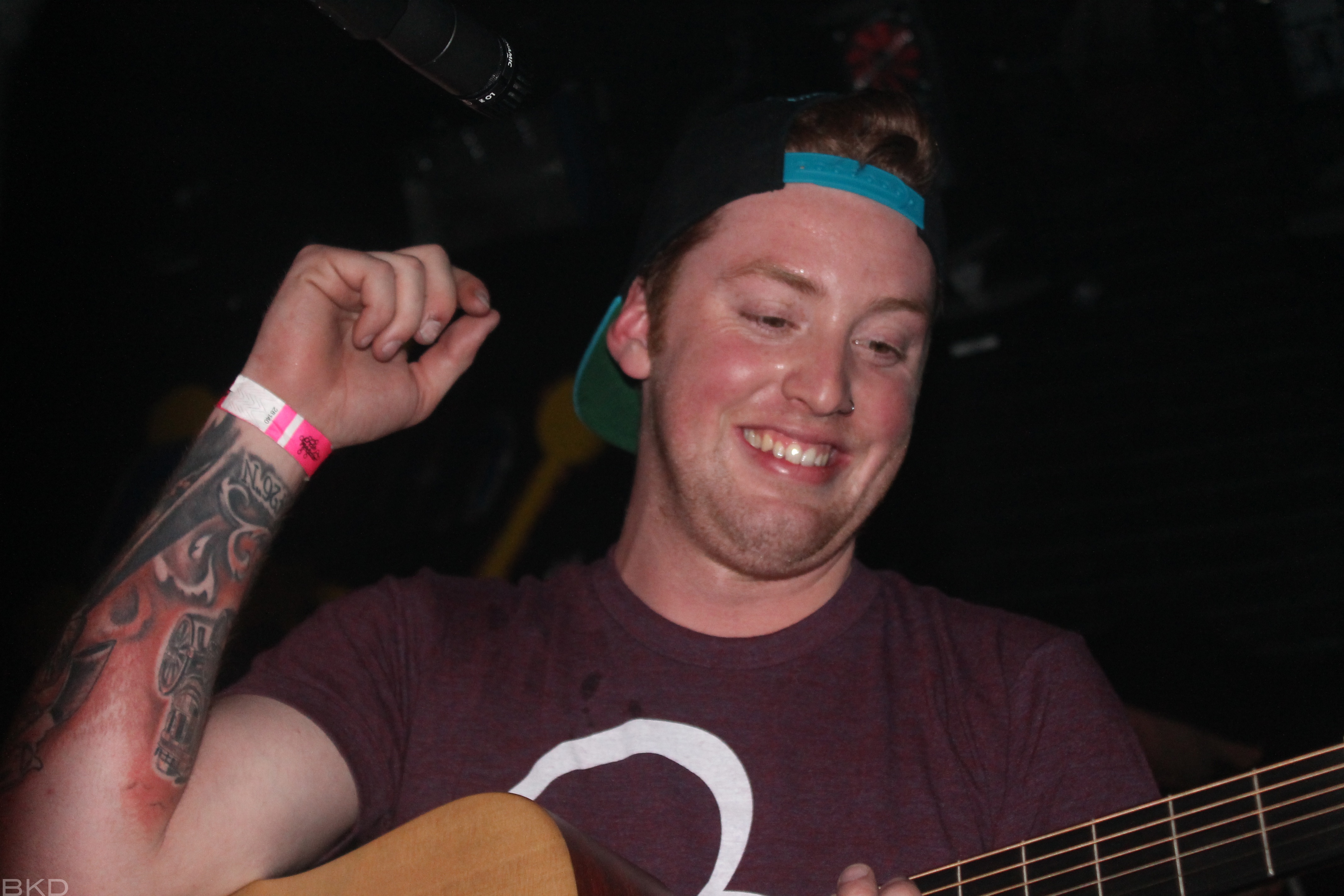
Jesse Lawson bei einem Auftritt mit Sleeping with Sirens, 2012.

Jesse Estill Lawson (* 30. März 1986) ist ein US-amerikanischer Rockmusiker.
Er wurde vor allem aufgrund seiner Tätigkeit als Gitarrist der Post-Hardcore-Band Sleeping with Sirens, bei der er zwischen 2010 und 2013 aktiv war, bekannt.

## Karriere
2010 schloss sich Lawson der US-amerikanischen Band Sleeping with Sirens an. Mit der Gruppe brachte er die Alben Let’s Cheers to This (2011) und Feel (2013), welche sich beide in den US-Charts platzieren konnten. Gemeinsam mit Sänger Kellin Quinn veröffentlichte er Akustikversionen verschiedenster Stücke der Band bei Youtube. Aufgrund der großen Resonanz bei den Fans, nahm die Gruppe schließlich die Akustik-EP If You Were a Movie, This Would Be Your Soundtrack, welche 2012 erschien.
Mit der Gruppe tourte er vermehrt durch Europa und Nordamerika, aber auch durch Südostasien und Australien. Am 16. Oktober 2013 gab Lawson bekannt, sich von der Band zu trennen. Er gab persönliche Gründe für seine Entscheidung an. In einem weiteren Interview im Oktober 2015 erzählte Lawson, dass er sich mit seiner Arbeit bei Sleeping with Sirens nicht mehr identifizieren konnte. Auch gab er Eifersucht als Grund für seinen Ausstieg an, wobei er zeitgleich sagt, dass er nach wie vor eine freundschaftliche Beziehung zu den Musikern der Band führt.
Am 3. März 2014 startete Jesse Lawson eine Crowdfunding-Kampagne bei Indiegogo zur Finanzierung seiner Debüt-EP, welche Chapter II heißt und ohne die Hilfe eines Plattenlabels produziert wurde. Die EP wurde am 20. Mai 2014 veröffentlicht. Im August 2014 unterschrieb Lawson einen Vertrag mit dem Künstlermanagement The Artery Foundation. Im März 2015 spielte er erstmals als Solo-Künstler auf dem South by So What? in Grand Prairie, Texas.
Nach der Veröffentlichung der drei Stand-Alone-Singles Somewhere in Maui, I Got Lost und Tall Trees and Long Drives, brachte er im Juli 2015 sein Debütalbum Projections heraus.

## Privates
Jesse Lawson ist seit 2012 verheiratet und hat ein Kind. Er machte seiner damaligen Freundin Ashley einen Heiratsantrag während des Sets der Band auf der Warped Tour in Portland, Oregon.
Er ist Fan von Ryan Adams und hört auch Rap und R&B. Zu seinen favorisierten Künstlern nennt Lawson Biggie und Tupac.

## Diskografie

### Mit Sleeping with Sirens
- 2011: Let’s Cheers to This (Rise Records)
- 2012: If You Were a Movie, This Would Be Your Soundtrack (Rise Records)
- 2013: Feel (Rise Records)

### Solo
- 2014: Chapter II (Crowdfunding, 20. Mai 2014, EP)
- 2015: Somewhere in Maui (Single)
- 2015: I Got Lost (Single)
- 2015: Tall Trees and Long Drives (Single)
- 2015: Projection (Album)